# All I See
"All I See" é uma canção gravada pela cantora australiana Kylie Minogue para seu décimo álbum de estúdio, X (2007). Foi escrita por Jonas Jeberg, Hedin Mich Hansen, Edwin "Lil 'Eddie" Serrano e produzida pelos dois primeiros, e foi lançada digitalmente na América do Norte como primeiro single do álbum e quarto no geral em 11 de março de 2008 pela gravadora Parlophone. Uma versão com o rapper americano Mims foi lançada nas rádios em 15 de abril de 2008 e incluída como faixa bônus na edição americana de X. Uma balada com influências de R&B, "All I See" foi comparada musicalmente a composições da cantora Janet Jackson.
"All I See" foi recebida com avaliações negativas por jornalistas musicais, que acreditavam que ela não imprimia a personalidade de Minogue; o remix com Mims também recebeu críticas, que diziam que os dois artistas não tinham química juntos. Comercialmente, a faixa também foi mal sucedida comercialmente, atingindo apenas as noventa primeiras posições no Canadá e as cem primeiras na Romênia; no entanto, a canção alcançou o terceiro lugar na parada da Billboard, Hot Dance Club Songs, nos Estados Unidos.
O videoclipe acompanhante para "All I See" foi dirigido por William Baker, diretor criativo da cantora. Foi filmado em apenas três horas, e estreou no website oficial da artista em abril de 2008. Filmado em preto e branco e gravado com um telefone celular, o vídeo mostra a cantora e um de seus bailarinos dançando em frente a um fundo branco. Para divulgar o lançamento do single e do álbum nos Estados Unidos, Minogue cantou "All I See" em alguns programas de televisão, como o Dancing with the Stars, para uma audiência de cerca de 20 milhões de telespectadores, e também foi interpretada em alguns shows da turnê KylieX2008.

## Antecedentes e composição
Em novembro de 2007, Minogue lançou seu décimo álbum de estúdio, intitulado X. O disco alcançou o quarto lugar na parada de álbuns do Reino Unido, enquanto liderou a tabela no país natal da cantora, a Austrália. "2 Hearts" foi lançada como carro chefe do álbum, alcançando o quarto lugar no Reino Unido e liderando as paradas na Austrália, bem como o álbum. "Wow" foi lançada como o segundo single do trabalho no Reino Unido e Austrália, enquanto "In My Arms" foi liberada como segundo single no restante da Europa. Para lançar o álbum na América do Norte, a canção escolhida para ser o primeiro single na região foi "All I See", que recebeu um remix com participação do rapper americano Mims que foi incluída como faixa bônus na edição americana de X. A versão solo foi lançada digitalmente em 11 de março de 2008 na América do Norte, e posteriormente na Austrália em 22 de novembro. A versão com Mims foi também enviada para as rádios mainstream e rhythmic dos Estados Unidos em 15 de abril de 2008.
Musicalmente, "All I See" é uma balada com influências de R&B, que contém uma linha de baixo "emperrada" e uma harpa "tocada com confiança". A canção contém uma amostra da música "Outstanding" (1982), da banda The Gap Band. De acordo com Kelefa Sanneh do The New York Times, "All I See" soa como uma faixa que Janet Jackson poderia ter gravado. Outros críticos tiveram a mesma opinião, comparando-a a singles de Jackson como "That's the Way Love Goes" (1993), "Together Again" (1997) e "Someone to Call My Lover" (2001). Segundo Sal Cinquemani da Slant Magazine, a música era "uma cópia virtual de 'Because of You' de Ne-Yo, desde a batida 4/4 até o cravo". Josh Martin da MTV Austrália disse que liricamente, "All I See" trata sobre "ir ao clube", com Minogue cantando: "O DJ me faz sentir como quando te encontrei pela primeira vez".

## Análise da crítica
"All I See" recebeu análises em sua maior parte negativas por parte dos críticos musicais. O website My Kinda Place classificou a canção na seleção de músicas "boas" do álbum. Evan Sawdey do PopMatters disse que a faixa era uma "linda balada construída em cima de uma simples amostra de uma harpa", enquanto Michael Hubbard do MusicOMH descreveu a música como uma "balada comovente", mas que era "arruinada por uma batida metronômica repetitiva que impede que qualquer expressão potencial da música chegue ao ouvinte". Para o Herald Sun, o jornalista Cameron Adams sentiu que "All I See" era uma "tentativa mal orientada para o R&B". Em uma opinião parecida, Gilberto Tenório de O Grito disse que "Kylie tenta mostrar uma outra faceta enveredando pela seara do R&B, porém o resultado não é dos melhores". Segundo Alexis Petridis, escritor do The Guardian, "All I See" era "tão vaporosa que é surpreendente que Minogue não tenha esquecido que ela estava cantando e simplesmente divagado no meio do caminho", também comentando que pelo fato de que cerca de quarenta faixas foram gravadas para X, "a ideia de [que existem] 27 músicas consideradas não tão boas quanto All I See e Nu-Di-Ty faz você se sentir um pouco tonto".
A versão com participação de Mims também recebeu críticas. Escrevendo para o PopMatters, Evan Sawdey disse que a amostra da harpa era "amortecida por seu reaparecimento "remixado" no final do lançamento nos Estados Unidos". Ele disse que a faixa era "completamente idêntica à original", e que se tornou "uma adição totalmente inútil ao álbum". Sobre a participação de Mims, o website MTV News declarou que "ela não conseguiu chamar Lil Wayne? Porque ele faz rap para qualquer um e, bem, estaríamos meio interessados em como isso soaria. Mas essa colaboração de Mims? Bleh". Segundo Jax Spike do About.com, a versão era "muito genérica e afasta a energia e a essência de Kylie". Joey Guerra do Houston Chronicle comentou que "All I See" era "o único elo fraco", sendo "uma combinação estranha para a personalidade pop-tart de Minogue, e não é nenhuma surpresa que a música esteja tendo problemas no rádio. Simplesmente não é ela", elaborando que o remix "faz ainda menos sentido". Colin do website NewNowNext disse que era a música que menos soava como o som de Minogue, e que "quem quer que tome as decisões de Kylie Minogue por ela precisa de um substituto", em relação a ela ter sido selecionada como o primeiro single norte-americano.

## Promoção

### Videoclipe
O videoclipe acompanhante para "All I See" foi dirigido por William Baker, diretor criativo da cantora. Foi gravado em três horas, enquanto Minogue estava em preparação para a turnê KylieX2008. O vídeo estreou no website oficial da artista em 18 de abril de 2008. Filmado em preto e branco e gravado com um telefone celular, ele mostra a cantora e um de seus dançarinos da turnê, Marco da Silva, dançando em frente a um fundo branco. A cantora descreveu o vídeo como "bastante lo-fi, apenas Willie e Marco (um dos meus dançarinos) e um fundo branco. E, como eu sempre digo... 'Na dúvida, coloque mais glitter!'. Um pouco de glitter nunca é o suficiente para uma garota!".

### Apresentações ao vivo
Para promover o lançamento do single e do álbum nos Estados Unidos, Minogue cantou "All I See" em alguns programas de televisão. Ela cantou a faixa juntamente com seu single antigo "Can't Get You Out of My Head" (2001) nos resultados do programa Dancing with the Stars, usando uma peruca loira platinada com corte curto, minivestido de lantejoulas vermelhas e sapatos plataforma dourados; essa performance tornou-se a sua primeira na televisão americana em cinco anos. Este episódio foi assistido por cerca de 20 milhões de pessoas. Para continuar a promover a música, Minogue também cantou-a no The Late Late Show with Craig Ferguson em 2 de abril, e no The Ellen DeGeneres Show em 7 de abril. "All I See" também foi apresentada em alguns concertos da KylieX2008, turnê feita para promover o álbum.

## Lista de faixas
Extended play (EP)
1. "All I See" — 3:04
2. "All I See" (com participação de Mims) — 3:51
3. "In My Arms" (Spitzer Dub Remix) — 5:07

## Créditos
Créditos adaptados do encarte de X.
- Jonas Jeberg — composição, arranjos vocais, programação, engenharia de áudio, teclado
- Mich Hedin Hansen — composição, engenharia de mixagem, percussão
- Edwin "Lil' Eddie" Serrano — composição, vocais adicionais, arranjos vocais
- Geoff Pesche — engenharia de masterização
- Mads Nilsson — engenharia de mixagem

## Desempenho nas tabelas musicais
Na América do Norte, "All I See" teve um desempenho fraco comercialmente. A faixa alcançou o número 81 em 17 de maio de 2008. Nos Estados Unidos, apesar de não ter pontuado o suficiente para debutar na Billboard Hot 100, alcançou o terceiro lugar na parada da Billboard, Hot Dance Club Songs. Na Hungria, a canção atingiu o número 36 na semana que finalizou em 27 de abril de 2008, enquanto na Romênia, a música teve um desempenho pior, alcançando o número 92. Na tabela Global Dance Tracks, compilada pela Billboard, "All I See" atingiu a posição de número 37.
| Tabela musical (2008)                           | Melhor posição |
| ----------------------------------------------- | -------------- |
| Canadá (Canadian Hot 100)                       | 81             |
| Estados Unidos (Billboard Hot Dance Club Songs) | 3              |
| Global Dance Tracks (Billboard)                 | 37             |
| Hungria (Rádiós Top 40)                         | 36             |
| Romênia (Romanian Top 100)                      | 92             |

| Tabela musical (2008)                           | Posição |
| ----------------------------------------------- | ------- |
| Estados Unidos (Billboard Hot Dance Club Songs) | 26      |

## Histórico de lançamento
| Região           | Data                   | Formato                      | Gravadora              | Versão                   | Ref.   |
| ---------------- | ---------------------- | ---------------------------- | ---------------------- | ------------------------ | ------ |
| América do Norte | 11 de março de 2008    | Download digital             | Capitol Astralwerks    | Solo                     | [ 10 ] |
| América do Norte | 15 de abril de 2008    | Rádios mainstream e rhythmic | Capitol Astralwerks    | Com participação de Mims | [ 12 ] |
| Oceania          | 22 de novembro de 2008 | Download digital             | Warner Music Australia | Solo                     | [ 11 ] |